# 潮田高教

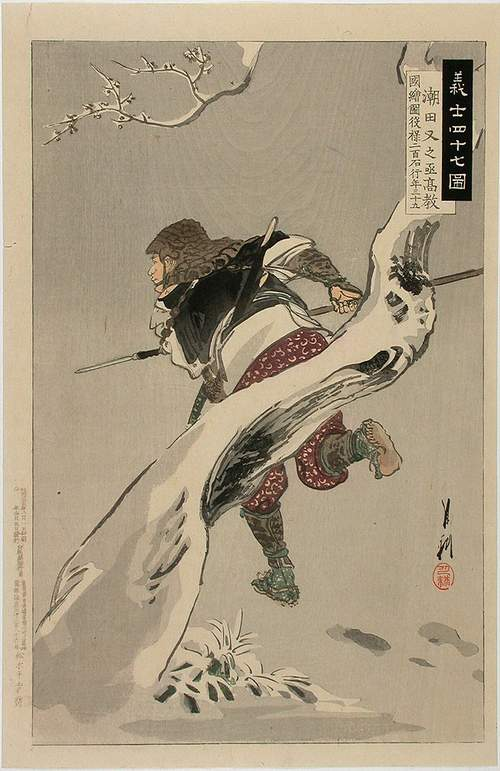
『潮田又之丞高教』（尾形月耕画）

潮田 高教（うしおだ たかのり、寛文9年（1669年） - 元禄16年2月4日（1703年3月20日））は、江戸時代前期の武士。赤穂浪士四十七士の一人。通称は又之丞（またのじょう）。変名は原田斧右衛門。

## 生涯
寛文9年（1669年） 、赤穂藩浅野氏家臣の潮田作右衛門の子として誕生。
延宝3年（1675年）に200石の家督を相続し、藩内では郡奉行・絵図奉行を兼任した。槍が得意で、東軍流の奥村無我に剣術も習った。大石良雄の叔父・小山良師の娘ゆうを妻に迎えており、藤之助を儲けた。親戚筋にあたるため大石からの信頼が厚く行動を共にすることが多かった。元禄7年（1694年）の備中松山城受取にも従軍。受け取りの様子で大石については「あれが赤穂の家老ぞと云ひて女共まで嘲笑す」と悪口が記されているが、潮田の記述はない。
元禄13年（1700年）3月15日には嫡男・潮田藤之助が浅野長矩にはじめて拝謁を許された。
元禄14年（1701年）3月14日に浅野長矩が吉良義央に殿中刃傷に及んだ際には、国許の赤穂にいた。赤穂城明渡しの際に赤穂城絵図領内絵図をして江戸幕府目付に提出し、4月19日の赤穂城開城後も藩政残務処理のため大石良雄のもとで働いた。また、この間家族は姉の嫁ぎ先である加西郡の豪農・渡辺家に預けている。
9月下旬には大石から堀部武庸ら江戸急進派を鎮撫の特命を受けて原元辰、中村正辰、大高忠雄らとともに江戸へ下向するが、逆に丸め込まれて急進派になる。その後、業を煮やした大石自身の江戸下向があり、11月23日に大石が江戸を発つ際に供して、12月には京都へ帰った。12月9日には中村正辰とともに神文血判書を提出した。
元禄15年（1702年）7月、浅野長広に広島藩お預り処分が決まった後、円山会議において大石が仇討ちを決意したので、これを江戸の同志達に伝えるべく、7月29日、堀部武庸（円山会議出席のため上洛中だった）とともに江戸へ下向した。8月12日の隅田川舟中会議にてこれを同志達に伝えた後、9月までに近松行重とともに京都へ帰った。その後、10月7日に大石良雄にお供して江戸へ下向し、10月24日に江戸到着すると、大石と同じ小山屋の借家に入った。
12月15日未明、吉良邸討ち入りでは裏門隊に属して庭で戦い、武林隆重が吉良義央を斬殺し、一同がその首をあげたあとはその首級を泉岳寺まで運んだ。同寺の浅野長矩墓前にて報告後、熊本藩細川綱利の屋敷に預けられた。月番老中・稲葉正往より髭・鬚・さかやき・爪を切るのを禁じられた。また火気を嫌う綱利の意向で煙草や火鉢も出されなかった。
それ以外は食事・酒など過分の厚遇を得た。屋敷では夜に、接待役の堀内に酩酊するまでたらふく酒を飲ませたり、踊り狂言の真似をして騒いだ。そして、大石良雄が武者振いをしながら一番に切腹に向かう際に、潮田は一言「皆の者共も追っ付参る」と声をかけている。
元禄16年（1703年）2月4日、細川家家臣・一宮源四郎の介錯で切腹した。享年35。主君・浅野長矩と同じ高輪泉岳寺に葬られた。法名は刃胸空劔信士。辞世は「もののふの道とはかりを一すしに思ひ立ぬるしての旅路に」。

## 創作・脚色
- 大高忠雄は吉良邸から、茶器の名物「桂籠」を盗んで、さも吉良の首のように潮田高教に槍先に下げさせ、泉岳寺まで運ばせた。本物の首は判らないよう厳重に包み、別の義士たちが交代で密かに携帯した（もしくは離脱した寺坂が舟で運んだ）とする脚色がある。
- ただ、二百石取りの奉行である潮田に、五人扶持の小姓にすぎない大高が命じるのは不自然で、史実ではない。討ち入りに居合わせてしまい「桂籠」を抱えて逃げ惑う山田宗徧を、大高が襲撃した事実もない[6]。

## 遺品
- 脇差 国久一尺六寸 - 熊本藩に伝承も細川重賢が投棄し散佚。
- 潮田又之丞筆記 - 同じく散佚。なお堀内が受領した「冨森助右衛門筆記」は市井で見つかり赤穂に現存する（赤穂市立有年考古館）。